# جایزه بزرگ فرانسه ۱۹۸۰
جایزه بزرگ فرانسه ۱۹۸۰ (انگلیسی: ‎1980 French Grand Prix‎) یک مسابقهٔ موتوری در رشتهٔ اتومبیل‌رانی فرمول یک بود که در تاریخ ۲۹ ژوئن ۱۹۸۰ در پیست پل ریکارد واقع در لا کاستلت، ور، فرانسه برگزار شد. این گراند پری در میان ۱۴ گراند پری در فصل ۱۹۸۰، مسابقهٔ شمارهٔ ۷ بود.
در این مسابقه که در ۵۴ دور و به مسافت ۳۱۳٫۶۸۶ کیلومتر (۱۹۴٫۹۱۵ مایل) برگزار شد، پول پوزیشن توسط آلن جونز کسب شد و سریع‌ترین زمان برای طی یک دور پیست که برابر با ۱:۴۱٫۴۵ بود نیز توسط آلن جونز به ثبت رسید.
آلن جونز از تیم ویلیامز-فورد، دیدیه پرونی از تیم لیجیه-فورد و ژاک لافیت از تیم لیجیه-فورد به‌ترتیب مقام‌های اول تا سوم مسابقه را کسب کردند.

## رده‌بندی قهرمانی پس از مسابقه
| جایگاه | راننده        | امتیاز |
| ------ | ------------- | ------ |
| ۱      | آلن جونز      | ۲۸     |
| ۲      | نلسون پیکه    | ۲۵     |
| ۳      | رنه آرنوکس    | ۲۳     |
| ۴      | دیدیه پرونی   | ۲۳     |
| ۵      | کارلوس روتمان | ۱۶     |
| منبع:  |               |        |

| جایگاه | سازنده       | امتیاز |
| ------ | ------------ | ------ |
| ۱      | ویلیامز-فورد | ۴۴     |
| ۲      | لیجیه-فورد   | ۳۹     |
| ۳      | برابام-فورد  | ۲۵     |
| ۴      | رنو          | ۲۳     |
| ۵      | اروز-فورد    | ۱۱     |
| منبع:  |              |        |

یادداشت
- تنها پنج جایگاه نخست از هر رده‌بندی نمایش داده شده است.